# Herman
För andra betydelser, se Herman (olika betydelser).
Herman (även Hermann, Harman och Arman) är ett tyskt mansnamn som är bildat av två ord som betyder 'här' respektive 'man'. Det kan alltså betyda ungefär 'krigsman' eller 'krigare'. Det skulle eventuellt istället kunna betyda 'herreman', 'mäktig'. Den cheruskiske hövdingen Arminius germanska namn har senare omvandlats till namnet Herman. Herman är även besläktat med persiskans Armin (ارمین).
Herman hade en popularitetstopp i Sverige runt sekelskiftet 1900 och har nu återigen börjat bli vanligt bland de yngsta. De senaste åren har Herman varit ett av de 125 vanligaste tilltalsnamnen bland de yngsta. Totalt fanns den 31 december 2005 8 250 personer folkbokförda i Sverige med namnet Herman eller Hermann, varav 1 815 med det som tilltalsnamn/förstanamn. År 2003 fick 217 pojkar namnet, varav 95 fick det som tilltalsnamn/förstanamn.
Namnsdag i Sverige: 12 juli. I den finlandssvenska namnsdagslängden har Herman namnsdag 12 juli sedan starten 1929, då en egen namnsdagskalender togs i bruk för finlandssvenskar.

## Personer med förnamnet Herman, Herrmann eller Hermann
- Herman (kyrkoledare), finländsk grekisk-ortodox ärkebiskop
- Herman av Alaska (ca 1760–1837), ortodoxt ryskt-amerikanskt helgon
- Herman I av Thüringen (död 1217), pfalzgreve av Sachen och lantgreve av Türingen
- Herman Ahlsell, regissör och skådespelare
- Herman Bang, dansk författare
- Herman Brag, operasångare
- Herman Brulin, historiker och arkivarie
- Hermann Böhm, tysk militär
- Hermann von Eichhorn, tysk militär
- Herman Eriksson, politiker, statsråd, diplomat
- Hermann Eschke, tysk marinmålare
- Hermann Fegelein (1906-1945), tysk nazist, verksam i SS, svåger till Adolf Hitler
- Herman Fleming (ca 1520–1583), militär
- Herman Fleming (1619–1673), militär
- Herman Fleming (politiker), militär och riksdagspolitiker
- Hermann von François, tysk militär
- Hermann Göring, tysk flygare och nazistisk politiker
- Hermann Hesse, tyskspråkig författare, nobelpristagare 1946
- Hermann Huppen, belgisk serieskapare
- Herman Kristoffersson, friidrottare
- Herman Kvarnzelius, bleckslagare, landshövding och riksdagsledamot
- Hermann Köhl, tysk flygare
- Hermann Kövess, österrikisk-ungersk militär
- Herman Lindqvist, journalist och författare
- Herman Lindqvist (politiker), statsråd och LO-ordförande
- Herman Lundborg, rasbiolog
- Herman Melville, amerikansk författare
- Hermann Minkowski, tysk matematiker
- Hermann Joseph Muller, amerikansk genetiken, mottagare av Nobelpriset i fysiologi eller medicin 1946
- Herman Nilsson-Ehle, genetiker, professor
- Hermann Nogler, sydtyrolsk alpin skidtränare
- Herman Nyberg, seglare, OS·guld 1912
- Herman Oldenberg, tysk språkforskare
- Hermann Romberg, tysk-rysk astronom
- Herman Van Rompuy, belgisk politiker, Europeiska rådets ordförande
- Herman Rydin (professor), jurist och riksdagsman, universitetsrektor
- Hermann Scherchen, tysk dirigent
- Herman Schröderheim, biskop
- Herman af Sillén, marinmålare
- Herman Swerting, hanseatisk köpman och rådman
- Herman Sätherberg, ortoped och skald
- Hermann Usener, tysk klassisk filolog
- Herman Wildenvey, norsk författare
- Herman Wouk, amerikansk författare
- Herman Wrangel, militär
- Herman Wrangel (1857–1934), diplomat
- Herman Zetterberg, politiker och statsråd
- Vladislav I Herman (ca 1043–1102), kung av Polen
- Herman (munk) (1200-talet), en munk verksam i benediktklostret Podlažice

## Personer med efternamnet Herman, Hermann eller Herrmann
- Nikolaus Herman (ca 1480–1561), tysk psalmförfattare
- Catharina Herman (död efter 1604), nederländsk soldatfru
- Gottfried Hermann (1772–1848), tysk filolog
- Karl Friedrich Hermann (1804–1855), tysk språkforskare
- Ernst Herrmann (1812–1884), tysk historiker
- Emil Herrmann (1812–1885), tysk jurist och kyrkolärd
- Oscar Ferdinand Herrmann (1838–1896), militärmusiker
- Ludimar Hermann (1838–1914), tysk läkare
- Binger Hermann (1843–1926), amerikansk politiker
- Wilhelm Herrmann (1846–1922), tysk teolog
- Ignát Herrmann (1854–1935), tjeckisk författare
- Hans Herrmann (konstnär) (1858–1942), tysk målare
- Georg Hermann (1871–1943), tysk författare (eg. Georg Borchardt)
- Georg Herrmann (1871–1963), tysk sångpedagog
- Hans Herrmann (längdåkare) (1891–1968), schweizisk längdskidåkare
- Günther Herrmann (1908–2004), tysk SS-officer
- Woody Herman (1913–1987), amerikansk jazzmusiker
- Richard Herrmann (1919–2010), norsk journalist
- Hans Herrmann (född 1928), tysk racerförare
- Irm Hermann (född 1942), tysk skådespelare
- Eberhard Herrmann (född 1946), tysk-svensk teolog
- Stefan Herrmann (född 1947), partiledare för Framstegspartiet
- Edward Herrmann (född 1943–2014), amerikansk skådespelare
- Bernd Herrmann (född 1951), tysk (västtysk) sprinter
- Judith Hermann (född 1970), tysk författare
- Patrick Herrmann (född 1991), tysk fotbollsspelare
- Walter Herrmann (född 1979), argentinsk basketspelare
- Denise Herrmann (född 1988), tysk längdskidåkare